# Academia Peruana de Derecho
La Academia Peruana de Derecho es una institución jurídica peruana. Fue fundada en 1967 bajo el auspicio del Colegio de Abogados de Lima. 
Tiene como finalidad contribuir a la investigación y al estudio de las diversas disciplinas jurídicas; publicar y difundir el pensamiento de los juristas del Perú a través de libros, revistas y actuaciones culturales; promover el progreso de la legislación y el mejoramiento de la jurisprudencia; y formar la biblioteca de obras jurídicas del Perú.

## Historia
La Academia Peruana de Derecho fue creada bajo el auspicio del Colegio de Abogados de Lima e instalada en julio de 1967. A la ceremonia de instalación asistieron el presidente de la República, Fernando Belaúnde Terry junto a sus ministros Javier de Belaúnde Ruiz de Somocurcio (Justicia y Culto) y Jorge Vásquez Salas (Relaciones Exteriores).
Es parte de las Academias de Jurisprudencia, Legislación y Ciencias Jurídicas y Sociales de Iberoamérica.

## Académicos

### Académicos fundadores (1967)
| - Domingo García Rada - Eleodoro Romero Romaña - Manuel Cisneros Sánchez - Félix Navarro Irvine - José León Barandiarán - Ricardo Elías Aparicio - Manuel G. Abastos Hurtado - Ulises Montoya Manfredi - Andrés León Montalbán - Andrés Duany Dulanto - Raúl Ferrero Rebagliati - Javier Vargas y Vargas - Lizardo Alzamora Silva - René Boggio Amat y León - Luis Bramont Arias - Guillermo García Montufar | - Juan Thol Pérez - Oscar Miró Quesada de la Guerra - Carlos García Gastañeta - Manuel Sánchez Palacios Paiva - Mariano Iberico Rodríguez - Jorge Ramírez Otárola - Carlos Rodríguez Pastor - Enrique García Sayán - Jorge Basadre Grohman - Jorge Eugenio Castañeda - José Félix Aramburú Salinas - Ricardo Bustamante Cisneros - Napoleón Valdez Tudela - Andrés Aramburú Menchaca - Manuel García Calderón Koechlin - José Luis Bustamante y Rivero |

### Académicos de número
| - Max Arias-Schreiber Pezet - Fernando Vidal Ramírez - Gonzalo Ortiz de Zevallos Roedel - Carlos Fernández Sessarego - Felipe Osterling Parodi - Fernando Schwalb López-Aldana - Jorge Avendaño Valdez - Augusto Ferrero Costa - Fernando de Trazegnies Granda - Mario Pasco Cosmópolis - Manuel de la Puente y Lavalle - Raúl Ferrero Costa - Jorge Basadre Ayulo - César Augusto Mansilla Novella - Domingo García Belaunde - Enrique Normand Sparks - Vicente Ugarte del Pino - Gabriela Araníbar Fernández-Dávila - Lorenzo Zolezzi Ibárcena - José Antonio Silva Vallejo - Marcial Rubio Correa - Juan Guillermo Lohmann Luca de Tena - César Fernández Arce | - Valentín Paniagua Corazao - Luis Aparicio Valdez - Carlos Cárdenas Quirós - Jorge Santistevan de Noriega - César Delgado Barreto - Oswaldo Hundskopf Exebio - Humberto Medrano Cornejo - Javier de Belaunde López de Romaña - Carlos Augusto Ramos Núñez - Héctor Ballón Lozada - Sigifredo Orbegoso Venegas - Mario Castillo Freyre - Eduardo Ferrero Costa - Baldo Kresalja Rosselló - Alfredo Bullard González - Luis Roy Freyre - Francisco Miró Quesada Rada - Jaime Zavala Costa - Martín Belaúnde Moreyra - Delia Revoredo Marsano de Mur |

### Académicos eméritos
- Aurelio Miró-Quesada Sosa
- Guillermo García Montúfar
- Luis Bramont Arias
- Francisco Miró-Quesada Cantuarias
- Alberto Ruiz-Eldredge Rivera
- Enrique Vidal Cárdenas
- Luis Bedoya Reyes
- Juan Chávez Molina
- Javier Pérez de Cuéllar de la Guerra
- Marcos Mauricio Córdoba (Argentina)[2]

### Académicos honorarios
- Luis Diez-Picazo y Ponce de León (España)
- Guillermo A. Borda (Argentina)
- Luis Moisset de Espanés (Argentina)
- Mozart Víctor Russomano (Brasil)
- Víctor H. Martínez (Argentina)
- Francesco Donato Busnelli (Italia)
- Jorge Mosset Iturraspe (Argentina)
- Ricardo Luis Lorenzetti (Argentina)
- Fernando Hinestrosa (Colombia)
- Christian Larroumet (Francia)
- Julio César Rivera (El Salvador)
- María Emilia Casas Baamonde (España)
- Héctor Alegría (Argentina)
- Antonio Garrigues Walker (España)
- José María Castán Vázquez (España)
- Eduardo García de Enterría (España)
- Francisco Fernández Segado (España)
- Héctor Fix Zamudio (México)
- Jorge Carpizo MacGregor (México)
- Diego Valadés Ríos (México)
- Rogelio Pérez Perdomo (Venezuela)
- Lawrence Friedman (Estados Unidos)
- Michele Taruffo (Italia)
- Néstor Pedro Sagüés (Argentina)
- Giuseppe de Vergottini (Italia)
- Jesús López-Medel Báscones (España)
- Jesús González Pérez (España)
- Pietro Rescigno (Italia)
- Andrea Proto Pisani (Italia)
- Paulo Bonavides (Brasil)
- José Afonso Da Silva (Brasil)
- Allan R. Brewer-Carías (Venezuela)
- Gregorio Badeni (Argentina)[3]
- José Washington Tobías (Argentina)
- Jorge Horacio Alterini (Argentina)
- Guillermo Borda (Argentina)
- Graciela Medina (Argentina)
- Fernando de la Rúa (Argentina)[2]

## Presidentes
- Alberto Ulloa Sotomayor (1967-1969)
- José Luis Bustamante y Rivero (1970-1989)
- Carlos Rodríguez Pastor (1990-1996)
- Javier Vargas y Vargas (1996-2002)
- Max Arias-Schreiber Pezet (2002-2004)
- Fernando Vidal Ramírez (2004-2006)
- Felipe Osterling Parodi (2006-2008)
- Jorge Avendaño Valdez (2008-2010)[4]
- Domingo García Belaunde (2010-2012)[5]
- Lorenzo Zolezzi Ibárcena (2012-2014)
- Augusto Ferrero Costa (2014-2016)
- Carlos Cárdenas Quirós (2016-2018)
- Raúl Ferrero Costa  (2020-2023)
- Juan Guillermo Lohmann Luca de Tena (2023-2025)